# Мешковский, Евгений Васильевич

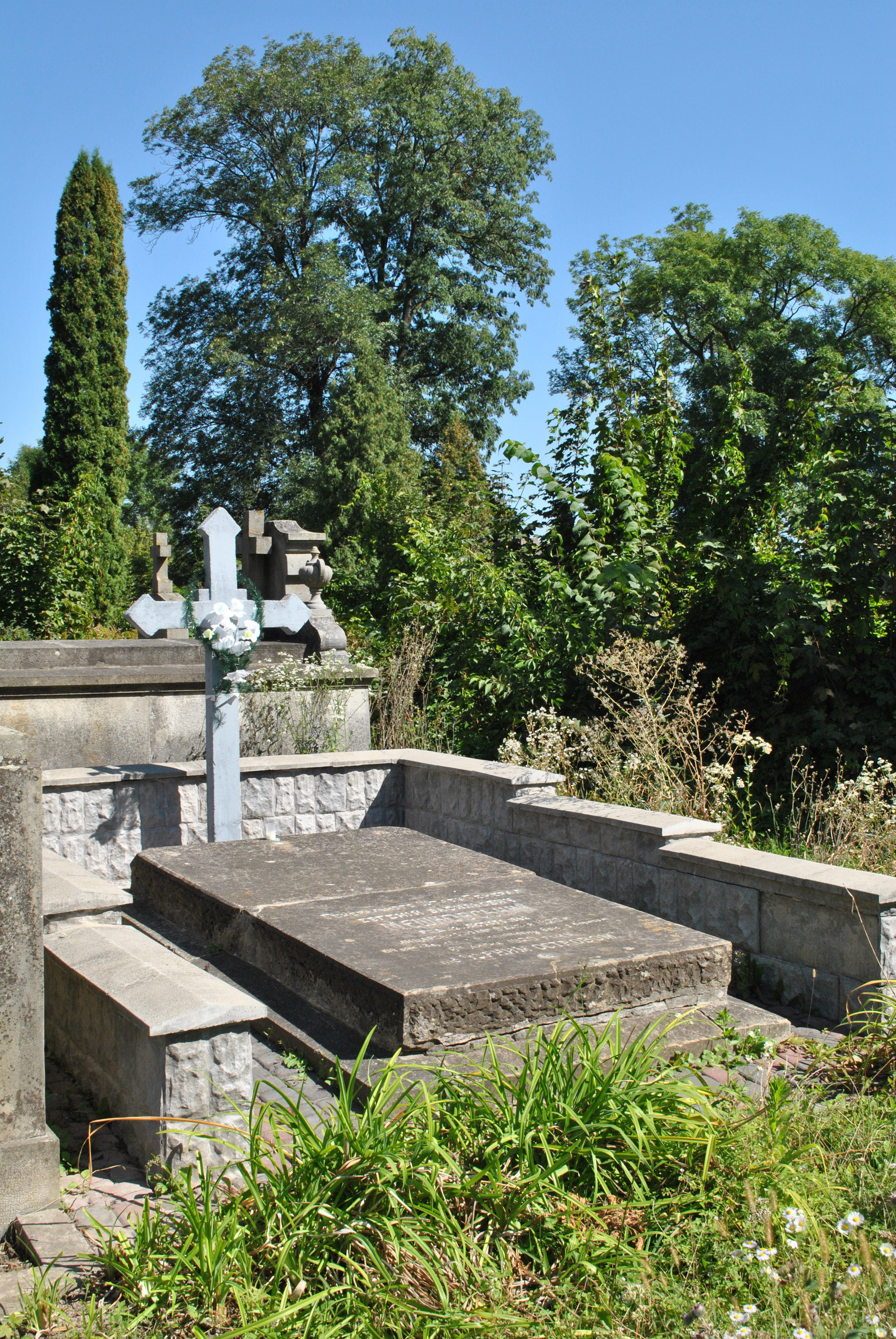
Могила Евгения Васильевича Мешковского в Тернополе на Микулинецком кладбище (2014 год).

Евге́ний Васи́льевич Мешко́вский (9 (21) февраля 1882, Киев — 6 июля 1920, Тернополь) — офицер Русской императорской армии, Генерального штаба подполковник (1916), участник Первой мировой войны, затем — офицер армии УНР, генерал-хорунжий (1920, посмертно).

## Биография
По происхождению — из дворян Полтавской губернии. Уроженец Киевской губернии (родился в Киеве). Православного вероисповедания. Общее образование получил в Полтавской духовной семинарии (окончил два класса).

### Служба в Русской армии
В военную службу вступил добровольно 23 января 1901 года рядовым на правах вольноопределяющегося 2-го разряда и в следующем году командирован на учёбу в Чугуевское пехотное юнкерское училище. По окончании, по 1-му разряду, полного курса училища, в апреле 1905 года произведен, по экзамену, из портупей-юнкеров в подпоручики со старшинством с 09.08.1904 и с назначением на службу в 198-й пехотный резервный Александро-Невский полк, расквартированный в Санкт-Петербурге. В сентябре 1908 года был произведен в поручики.
С осени 1909 года поручик Мешковский — штатный слушатель Императорской Николаевской военной академии (Санкт-Петербург), два класса и дополнительный курс которой окончил в мае 1912 года по 1-му разряду. По окончании академии был переведен в 197-й пехотный Лесной полк, расквартированный в Свеаборге, причислен к Генеральному штабу, произведен в штабс-капитаны и в 1913 году назначен на один год командиром роты своего 197-го пехотного Лесного полка для прохождения цензового командования ротой. 
Участник Первой мировой войны. По объявлении мобилизации, был прикомандирован к штабу войск Гвардии и Петроградского военного округа и назначен младшим адъютантом мобилизационного отдела того же штаба. В ноябре 1914 года произведен в капитаны, с переводом в Генеральный штаб и с назначением старшим адъютантом штаба 12-й Сибирской стрелковой дивизии, действовавшей на Юго-Западном фронте, в Карпатах.
В мае 1915 года капитан Мешковский был назначен старшим адъютантом штаба 1-й Финляндской стрелковой дивизии, в декабре того же года — старшим адъютантом штаба 105-й пехотной дивизии.
В августе 1916 года был переведен в отдел генерал-квартирмейстера штаба 11-й армии, с назначением исправляющим должность штаб-офицера для поручений, в ноябре того же года назначен исправляющим должность старшего адъютанта того же отдела.
В декабре 1916 года произведен в Генерального штаба подполковники, с утверждением в занимаемой должности.
В феврале 1917 года был назначен исправляющим должность начальника штаба 105-й пехотной дивизии, а в июле того же года — исправляющим должность начальника штаба 1-й Туркестанской стрелковой дивизии, действовавшей на Волыни. После заключения Брестского мира оставил службу в «старой» русской армии, упразднённой революционным правительством Советской России,  и прибыл в Киев.

### Служба в украинской армии
В марте 1918 года вступил в создаваемую армию Украинской народной республики. С 10 марта 1918 года — начальник оперативного отдела Генерального штаба армии УНР (с конца апреля 1918 года — вооружённых сил Украинской державы гетмана Скоропадского). Был произведен в полковники. Жена его Елизавета работала в военном госпитале.
В ноябре 1918 года, в начале антигетманского восстания, был командирован в Одессу. По пути следования арестован повстанцами, но вскоре по распоряжению Петлюры освобожден и 10 декабря 1918 года назначен начальником штаба Галицкой армии.
С 26 февраля 1919 года полковник Мешковский — начальник штаба Юго-Восточной группы войск действующей армии УНР, затем — начальник штаба Восточного фронта армии УНР (вместе с ним сестрой милосердия в штабных вагонах или санитарных поездах передвигалась и его жена).
В апреле–июле 1919 года был военным представителем УНР в Румынии, согласовывал интернирование и затем переход остатков войск Восточного фронта армии УНР, потерпевшего поражения в боях с Украинской красной армией, через территорию, занятую румынскими войсками, в Галицию.
С 22 июля 1919 года — начальник штаба Волынской группы войск армии УНР, с 20 ноября того же года — начальник штаба армии УНР, находящейся в «треугольнике смерти», окружённой со всех сторон противниками. В начале декабря 1919 года заболел тифом и был эвакуирован в Ровно, находящийся под контролем поляков, с которыми к тому времени было заключено перемирие.
По выздоровлении, в феврале 1920 года был назначен Петлюрой начальником мобилизационного управления Генерального штаба армии УНР. Под его руководством началось формирование новой армии УНР, союзной Войску Польскому. С апреля 1920 года — начальник 1-го генерал-квартирмейстерства Генерального штаба армии УНР.
Участник Советско-польской войны на стороне поляков в составе армии УНР.
5 июля 1920 года в бою с прорвавшимися частями Красной армии у Черного Острова был тяжело ранен, на третий день после ранения доставлен в госпиталь в Тернополь.
9 июля 1920 года умер от ран. Похоронен в Тернополе на Микулинецком кладбище. Посмертно 09.07.1920 был произведен в чин генерал-хорунжего армии УНР.

## Награды
- Орден Святого Станислава 3-й степени (ВП от 19.05.1912), — «…за отличные успехи в науках, окончившим Императорскую Николаевскую военную академию»
- Медаль «В память 300-летия царствования Дома Романовых» (1913)
- Орден Святого Владимира 4-й степени с мечами и бантом (ВП от 22.02.1915)
- Медаль «За труды по отличному выполнению всеобщей мобилизации 1914 года» (1915)
- Георгиевское оружие (18.04.1915; утв. ВП от 10.11.1915), — …за то, что 14-го и 16-го января 1915 года в бою в районе д. Ружоли, исполняя должность начальника штаба и, явно подвергая свою жизнь опасности, произвел рекогносцировку расположения противника, чем способствовал успешному наступлению дивизии, принимая энергичное участие в бою.[15]
- Орден Святой Анны 3-й степени с мечами и бантом (утв. ВП от 01.05.1916)
- Высочайшее благоволение (ВП от 26.08.1916), — «…за отличия в делах против неприятеля»
- Орден Святой Анны 2-й степени с мечами (утв. ВП от 14.10.1916)
- Орден Святого Станислава 2-й степени с мечами (утв. ПАФ от 19.06.1917, страница 24)
  - мечи и бант к имеющемуся ордену Святого Станислава 3-й степени (утв. ПАФ от 19.06.1917, страница 26)

## Память
- Имя Евгения Васильевича Мешковского увековечено в Киеве на памятнике «Старшинам Армии УНР — уроженцам города Киева».
- В 1922 году одна из улиц Тернополя была названа (переименована) именем Евгения Мешковского.
- В 1923 году именем генерала Евгения Васильевича Мешковского названа (переименована) одна из улиц Полтавы[16].